# Deudorix edwardsi
Deudorix edwardsi is een vlinder uit de familie van de Lycaenidae. De wetenschappelijke naam van de soort is voor het eerst gepubliceerd in 1939 door Alfred George Gabriel.

## Verspreiding
De soort komt voor in Congo-Kinshasa en Oeganda.

## Ondersoorten
- Deudorix edwardsi edwardsi (Gabriel, 1939) (Rwenzorigebergte in Oeganda)
- Deudorix edwardsi cyanea Libert, 2004 (Noordoost-Congo-Kinshasa, Oeganda)